# Adistemia rileyi
Adistemia rileyi là một loài bọ cánh cứng trong họ Latridiidae. Loài này được Hinton miêu tả khoa học năm 1941.